# Le Chemin du ciel
Pour plus de détails, voir Fiche technique et Distribution.
Le Chemin du ciel (Himlaspelet) est un film suédois réalisé par Alf Sjöberg et sorti en 1942.

## Synopsis
Une mystérieuse épidémie se répand dans un village de Dalécarlie, en Suède, provoquant la mort de plusieurs habitants. Une jeune femme, Marit, est suspectée et accusée de sorcellerie. On la condamne à périr sur le bûcher. Mats Ersson, son amoureux, se lance sur le chemin du ciel pour demander justice et réparation... Après moult péripéties, il débarque à Jérusalem où, après avoir assassiné un soldat à la suite d'une violente querelle, il échoue chez un vieil aveugle, propriétaire d'un champ parsemé de métal précieux. Devenu riche, il chasse son bienfaiteur et épouse la fille d'un notable. À la veille de sa mort, Mats, sauvé par Dieu le Père, renaît sous son aspect juvénile aux côtés de celle qu'il aimait autrefois, Marit.

## Fiche technique
- Titre : Le Chemin du ciel
- Titre original : Himlaspelet
- Réalisation : Alf Sjöberg
- Scénario : Alf Sjöberg et Rune Lindström (sv) d'après sa propre pièce
- Photographie : Gösta Roosling - Noir et blanc 1,37 : 1
- Musique : Lille Bror Söderlundh
- Montage : Oscar Rosander
- Décors : Arne Åkermark
- Production : Wivefilm
- Pays d'origine :  Suède
- Durée : 106 minutes
- Sortie : 21 décembre 1942 en Suède ; 20 novembre 1947 en France

## Distribution
- Rune Lindström : Mats Ersson
- Eivor Landström : Marit Knutsdotter
- Anders Henrikson : Dieu le Père
- Holger Löwenadler : Le roi Salomon
- Gudrun Brost : la fille du roi Salomon
- Åke Claesson : le prophète Jérémie
- Arnold Sjöstrand : le peintre Juvas Anders
- Hugo Björne : le prophète Élie

## Commentaires
- Selon Peter Cowie, on ne peut nier l'extraordinaire réussite représentée par ce film issu d'une pièce ayant pour thème les Saintes Écritures[1].
- À la fois allégorique et imaginaire, l'œuvre de Rune Lindström réhabilite le folklore de Dalécarlie. Dans sa version cinématographique, Le Chemin du ciel renoue avec les adaptations des romans religieux de Selma Lagerlöf, réalisées au temps du film muet par Victor Sjöström et Mauritz Stiller.
- « Le sévère message religieux de ce film peut paraître aujourd'hui obsolète, mais ce qui reste c'est l'éclat des chansons à boire, [...], ainsi que le bonheur de la nature et la paix qui règnent dans des scènes où Mats (Rune Lindström) s'unit à la maîtresse avec laquelle il s'est amusé durant ses voyages. »[2] Fabien Laboureur considère, pour sa part, que le film d'Alf Sjöberg constitue un « curieux mélange de lyrisme panthéiste et d'allégresse hédoniste, une expérience unique en son genre et une œuvre majeure dans l'histoire du cinéma suédois. »[3]